# Scirpus falsus
Scirpus falsus är en halvgräsart som beskrevs av Charles Baron Clarke. Scirpus falsus ingår i släktet skogssävssläktet, och familjen halvgräs. Inga underarter finns listade i Catalogue of Life.